# 28516 Mobius
28516 Mobius este o planetă minoră (asteroid), cu un diametru de 3,316 km, din centura de asteroizi. A fost descoperită pe 27 februarie 2000 la Prescott Observatory⁠(d) de Paul G. Comba⁠(d) și a fost numită după August Ferdinand Möbius. 
Obiectul prezintă o orbită caracterizată de o semiaxă mare de 2,6460797 UAi, o excentricitate de 0,09, o înclinație de 8,53749 ° în raport cu ecliptica.